# Timmy Pettersson
Timmy Andreas Pettersson, (Gislaved, 15 de março de 1977) é um ex-jogador de hóquei no gelo profissional sueco, que jogou pela última vez para Djurgården Hockey,atualmente reside em Estocolmo.